# Sala gimnastyczna I LO w Toruniu
Sala gimnastyczna I LO w Toruniu – zabytkowa sala gimnastyczna należąca do I Liceum Ogólnokształcącego w Toruniu. Sala gimnastyczna położona jest w zachodniej części miasta w zabytkowej dzielnicy Bydgoskie Przedmieście. Główne wejście do niej znajduje się przy ulicy Mickiewicza 15/17.

## Historia
Sala gimnastyczna ówczesnego Królewskiego Gimnazjum Męskiego w Toruniu powstała w 1898 roku. Prawdopodobnie konstrukcję do złożenia na miejscu sprowadzono ze Szwecji. W drewnianym budynku mieściła się sala wyposażona w sprzęt wedle systemu gimnastyki szwedzkiej.
Obok drewnianej sali znajdowała się również murowana, wyburzona w latach 90. XX wieku. W 2008 roku władze miasta planowały wyburzenie budynku, jednak w wyniku protestu mieszkańców Bydgoskiego Przedmieścia wycofano się z planów. 2008 roku budynek wpisano do rejestru zabytków. W latach 2011–2012 salę wyremontowano i zmodernizowano. Remont sali objął: rozbudowę obiektu (stworzenie zaplecza z salą rehabilitacyjną, siłownią i szatniami), usunięcie dobudówki, modernizację instalacji, ocieplenie ścian, wymianę dachu i okien.